# Gerhard Mayer

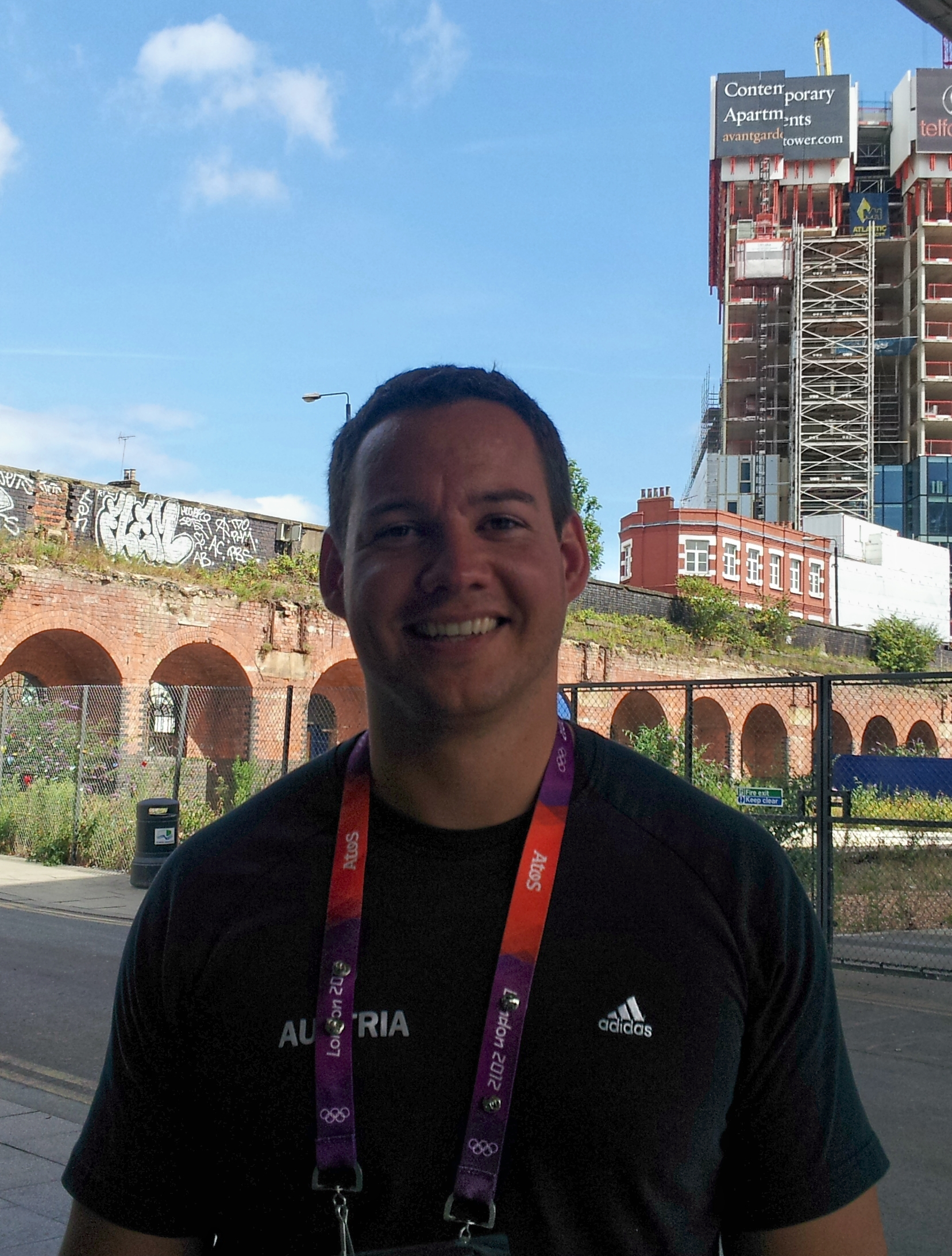
Gerhard Mayer en los Juegos Olímpicos de 2012 de Londres.

Gerhard Mayer Vorfelder (Viena, Austria, 20 de mayo de 1980) es un atleta de lanzamiento de disco.
Representó a su país natal en los Juegos Olímpicos de 2008 de Pekín, donde terminó en decimoctavo lugar en el ranking de la clasificación general.
También compitió en los Juegos Olímpicos de 2012 de Londres, terminando en el puesto vigesimocuarto. Mayer es más conocido por ganar la medalla de oro en lanzamiento de disco masculino en 2007, en Bangkok, Tailandia.

## Logros
| Representando Austria | Representando Austria                                | Representando Austria   | Representando Austria | Representando Austria |
| --------------------- | ---------------------------------------------------- | ----------------------- | --------------------- | --------------------- |
| 1999                  | Campeonato Europeo Junior de 1999                    | Riga, Letonia           | 6º                    | 49.65 m               |
| 2001                  | Campeonato Europeo Sub-23 de 2001                    | Ámsterdam, Países Bajos | 10º                   | 53.30 m               |
| 2005                  | Universitario                                        | İzmir, Turquía          | 9º                    | 58.29 m               |
| 2006                  | Campeonato Europeo de Atletismo de 2006              | Gothenburg, Suecia      | 15º                   | 59.54 m               |
| 2007                  | Juegos Universitarios de Atletismo de Verano de 2007 | Bangkok, Tailandia      | Primero               | 61.55 m               |
| 2008                  | Atletismo en los Juegos Olímpicos de Pekín 2008      | Pekín, China            | 18º                   | 61.32 m               |
| 2009                  | Campeonato Mundial de Atletismo de 2009              | Berlín, Alemania        | 8º                    | 63.17 m               |
| 2010                  | Campeonato Europeo de Atletismo de 2010              | Barcelona, España       | 15º                   | 60.76 m               |
| 2011                  | Campeonato Mundial de Atletismo de 2011              | Daegu Corea del Sur     | 21º                   | 61.47 m               |
| 2012                  | Campeonato Europeo de Atletismo de 2012              | Helsinki, Finlandia     | 7º                    | 62.85 m               |
| 2012                  | Atletismo en los Juegos Olímpicos de Londres 2012    | Londres, Reino Unido    | 24º                   | 60.81 m               |
| 2013                  | Campeonato Mundial de Atletismo de 2013              | Moscú, Rusia            | 18º                   | 59.85 m               |
| 2014                  | Campeonato Europeo de Atletismo de 2014              | Zürich, Suiza           | 15º                   | 60.78 m               |
| 2015                  | Campeonato Mundial de Atletismo de 2015              | Pekín, China            | 30.º                  | 57,73 m               |